# Giovanni da Milano

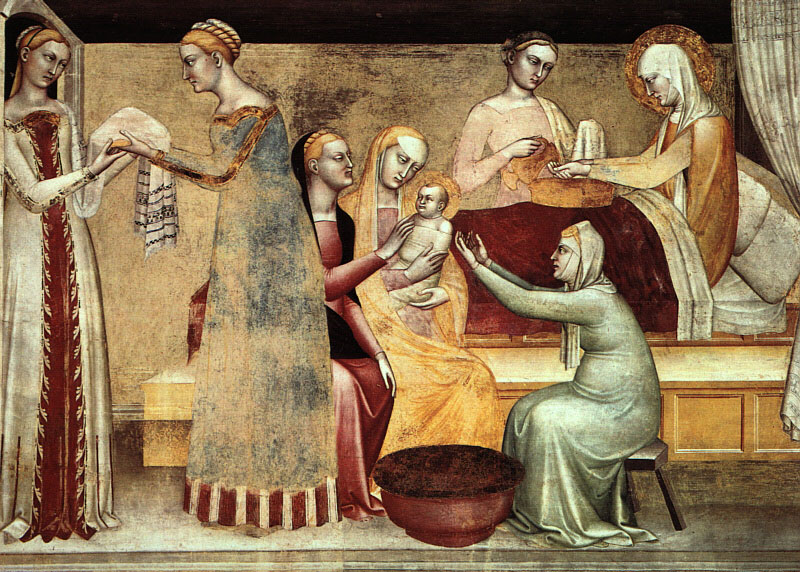
Naixement de la Mare de Déu, Capella Rinuccini, Florència.

Giovanni da Milano (Giovanni di Jacopo di Guido da Caversaccio) va ser un pintor italià, actiu a Florència i Roma entre 1346 i 1369. El seu estil, com el de molts florentins de l'època, és considerat derivat del de Giotto. Vasari el va identificar erròniament com un estudiant de Taddeo Gaddi, un destacat protegit de Giotto.
Natural de Llombardia, la documentació més antiga mostra a Giovanni a Florència el 17 d'octubre de 1346, amb el nom de Johannes Jacobi de Commo, inclòs en la llista de pintors estrangers que vivien a Toscana.
Entre les obres més significatives de Giovanni da Milano s'hi troba: 
- Un políptic amb la Mare de Déu i els Sants (h. 1355), l'obra més antiga que es coneix signada per Giovanni da Milano, pintada per a l'Spedalle della Misericòrdia de Prato
- Un políptic fet per a la Ognissanti de Florència (h. 1363), avui desmembrada i repartida, representant a sants i escenes de la Creació
- Taula Baró de Dolors (h. 1365, Accademia, Florència)
- Frescos decorant les parets de la Capella Rinuccini a Santa Cruce, Florència. Cada costat conté cinc escenes - un costat representa la vida de la Mare de Déu i l'altre la Vida de Maria Magdalena. S'atribueix a Giovanni els dos registres superiors de cada cicle. La part inferior es considera obra de Matteo diPacino.

L'última documentació existent sobre la carrera de Giovanni és de 1369, quan se sap que estava treballant a Roma per al Papa Urbà V amb Giottino i els fills de Taddeo Gaddi.